# Lisovići (Trnovo FBiH, BiH)
 Lisovići je naselje u općini Trnovo, Federacija BiH, BiH.